# Marion Ramsey
Pour les articles homonymes, voir Ramsey.
Marion Ramsey est une actrice et chanteuse américaine, née le 10 mai 1947 à Philadelphie (Pennsylvanie) et morte le 7 janvier 2021 à Los Angeles.
Elle est notamment connue pour son rôle de Laverne Hooks dans les films Police Academy.

## Biographie

### Jeunesse & carrière
Née à Philadelphie, la carrière de Ramsey dans le divertissement a commencé sur scène. Elle a joué dans des spectacles de Broadway, dont des productions d'Eubie! et Grind, et a fait une tournée aux États-Unis dans la comédie musicale Hello Dolly!. Son premier rôle télévisé était un rôle d'invité dans la série The Jeffersons, et elle était une habituée de Cos, la série de sketchs comiques de Bill Cosby.
Ramsey était profondément engagée dans la sensibilisation au sida et a prêté sa voix à des causes caritatives, en se produisant dans Divas Simply Singing, un événement annuel de collecte de fonds. Plus tard dans sa carrière, elle a participé à des émissions de Adult Swim ; Robot Chicken et Tim and Eric Awesome Show, Great Job!. En 2015, elle a retrouvé les stars de Police Academy Steve Guttenberg et Michael Winslow dans le film de Syfy Lavalantula et sa suite 2 Lava 2 Lantula! l'année suivante. Son dernier rôle était dans le film indépendant de 2018 When I Sing.

### Décès
Elle avait trois frères. Elle est morte le 7 janvier 2021, des suites d'une courte maladie,.

## Filmographie

### Cinéma
- 1984 : Police Academy : Cadet Laverne Hooks
- 1985 : Police Academy 2 : Au boulot ! (Police Academy 2: Their First Assignment) : Aspirant Laverne Hooks
- 1986 : Police Academy 3 : Instructeurs de choc (Police Academy3: Back in Training) : Sgt. Laverne Hooks
- 1987 : Police Academy 4 : Aux armes citoyens (Police Academy 4: Citizens on Patrol) : Sgt. Laverne Hooks
- 1988 : Police Academy 5 : Débarquement à Miami Beach (Police Academy 5: Assignment Miami Beach) : Sgt. Laverne Hooks
- 1989 : Police Academy 6 : S.O.S. ville en état de choc (Police Academy 6: City Under Siege) : Sgt. Laverne Hooks
- 2001 : Maniacts : Hooker
- 2007 : Lord Help Us : Doretha Jackson
- 2007 : The Stolen Moments of September : Mme Henshaw
- 2012 : Wal-Bob's : Lillian
- 2012 : Return to Babylon : la domestique de Barbara
- 2016 : 2 Lava 2 Lantula ! : Teddy

### Télévision
- 1976 : The Jeffersons (série télévisée) : Tracy Davis
- 1984 : Family Secrets (téléfilm) : Linda Jones
- 1990 : MacGyver (saison 6, épisode 7 Le testament de Harry) : l'officier de police
- 1993 : Johnny Bago (série télévisée) : Nurse Roberta Bobbie Thompson
- 1993 : Daddy Dearest (série télévisée) : un flic #2
- 1994 : Une nounou d'enfer (The Nanny) (série télévisée) : une femme dans l'audience
- 2003 : Recipe for Disaster (téléfilm) : une flic à moto
- 2006 : Robot Chicken (série télévisée) : Laverne Hooks/Professeur
- 2009 : Tim and Eric Awesome Show, Great Job! (série télévisée) : Harriet